# Vuelta a la Comunidad de Madrid sub-23 2013
La Vuelta a la Comunidad de Madrid sub-23 2013 fue la XXIII edición de esta esta carrera ciclista que transcurre por la Comunidad de Madrid. Se disputó entre el 6 y el 7 de julio de 2013, sobre un total de 276 km, repartidos en dos etapas.
La prueba volvió tras un año de ausencia presentando como novedad la reducción de etapas, de 4 a 2, y el cambio del maillot de líder siendo este de color azul.
Perteneció al UCI Europe Tour 2012-2013 de los Circuitos Continentales UCI, dentro de la categoría 2.2U (última categoría del profesionalismo limitada a corredores sub-23) así como para el ranking RFEC por ello la mayoría de equipos participantes fueron amateurs.
Tomaron parte en la carrera 18 equipos. 13 equipos españoles de categoría amateur (Caja Rural, Baqué-Campos-Team, Bicicletas Rodríguez-Extremadura, Cajamar, Gomur-Cantabria Deporte, Lizarte, Naturgas Energía, Supermercados Froiz, Telco'm, Gsport-Valencia Terra i Mar, Mutua Levante-Delikia, Club Ciclista Torrejón y Seguros Bilbao; y la Selección de España (formada mayoritariamente por ciclistas del Euskadi). En cuanto a representación extranjera, estuvieron 4 equipos: el de categoría Continental checo del Etixx-iHNed; y los amateurs del Lotto Belisol amateur, Liberty-Feira-KTM y Lokosphinx sub-23. Formando así un pelotón de 122 ciclistas, con 7 corredores cada equipo (excepto el Lotto Belisol amateur, Etixx-iHNed, Lokosphinx sub-23 y Torrejón que salieron con 6), de los que acabaron 66.
El ganador final fue Petr Vakoč (quien también se hizo con la clasificación de la regularidad al vencer en la primera etapa y ser segundo en la segunda; y con la de los sprints especiales). Le acompañaron en el podio Haritz Orbe (vencedor de la clasificación de los españoles) y Marcos Jurado, respectivamente.
En las otras clasificaciones secundarias se impusieron Frederico Figueiredo (montaña), Alexis Gandía (metas volantes), Tiesj Benoot (sub-21), Selección de España (equipos) y Miguel Abellán (madrileños).

## Etapas
| Etapa | Fecha      | Recorrido                             | km    | Ganador      | Líder      |
| ----- | ---------- | ------------------------------------- | ----- | ------------ | ---------- |
| 1ª    | 6 de julio | Robledo de Chavela-Robledo de Chavela | 145,4 | Petr Vakoč   | Petr Vakoč |
| 2ª    | 7 de julio | Colmenar del Arroyo-Villa del Prado   | 130,6 | Tiesj Benoot | Petr Vakoč |

## Clasificaciones finales

### Clasificación general
| Posición | Ciclista           | Equipo                           | Tiempo       |
| -------- | ------------------ | -------------------------------- | ------------ |
|          | Petr Vakoč         | Etixx-iHNed                      | 6h 47 min 7s |
| 2        | Haritz Orbe        | Selección de España              | a 13 s       |
| 3        | Marcos Jurado      | Seguros Bilbao                   | a 31 s       |
| 4        | Victor Campenaerts | Lotto Belisol amateur            | a 58 s       |
| 5        | Edison Bravo       | Bicicletas Rodríguez-Extremadura | a 1 min 20 s |
| 6        | Beñat Txoperena    | Selección de España              | a 2 min 07 s |
| 7        | Óscar Hernández    | Gsport-Valencia Terra i Mar      | a 2 min 34 s |
| 8        | Mikel Iturria      | Selección de España              | a 3 min 23 s |
| 9        | Antonio Molina     | Caja Rural                       | a 3 min 44 s |
| 10       | Tiesj Benoot       | Lotto Belisol amateur            | a 4 min 04 s |

### Clasificación de la regularidad
| Posición | Ciclista      | Equipo                           | Puntos |
| -------- | ------------- | -------------------------------- | ------ |
|          | Petr Vakoč    | Etixx-iHNed                      | 45     |
| 2        | Haritz Orbe   | Selección de España              | 26     |
| 3        | Marcos Jurado | Seguros Bilbao                   | 26     |
| 4        | Edison Bravo  | Bicicletas Rodríguez-Extremadura | 26     |
| 5        | Tiesj Benoot  | Lotto Belisol amateur            | 25     |

### Clasificación de la montaña
| Posición | Ciclista             | Equipo                           | Puntos |
| -------- | -------------------- | -------------------------------- | ------ |
|          | Frederico Figueiredo | Liberty-Feira-KTM                | 14     |
| 2        | Daniel Sánchez       | Bicicletas Rodríguez-Extremadura | 12     |
| 3        | Edison Bravo         | Bicicletas Rodríguez-Extremadura | 10     |
| 4        | Marcos Jurado        | Seguros Bilbao                   | 9      |
| 5        | Haritz Orbe          | Selección de España              | 6      |

### Clasificación de las metas volantes
| Posición | Ciclista         | Equipo                           | Puntos |
| -------- | ---------------- | -------------------------------- | ------ |
|          | Alexis García    | Seguros Bilbao                   | 9      |
| 2        | Mikel Iturria    | Selección de España              | 3      |
| 3        | Petr Vakoč       | Etixx-iHNed                      | 2      |
| 4        | Florian Sénéchal | Etixx-iHNed                      | 2      |
| 5        | Daniel Sánchez   | Bicicletas Rodríguez-Extremadura | 2      |

### Clasificación de los sprints especiales
| Posición | Ciclista           | Equipo                           | Puntos |
| -------- | ------------------ | -------------------------------- | ------ |
|          | Petr Vakoč         | Etixx-iHNed                      | 4      |
| 2        | Victor Campenaerts | Lotto Belisol amateur            | 4      |
| 3        | Marcos Jurado      | Seguros Bilbao                   | 3      |
| 4        | Alexis García      | Seguros Bilbao                   | 3      |
| 5        | Edison Bravo       | Bicicletas Rodríguez-Extremadura | 2      |

### Clasificación de los sub-21
| Posición | Ciclista          | Equipo                | Tiempo          |
| -------- | ----------------- | --------------------- | --------------- |
|          | Tiesj Benoot      | Lotto Belisol amateur | 6 h 51 min 11 s |
| 2        | Jaime Rosón       | Caja Rural            | a 1 min 34 s    |
| 3        | Sergey Vdovin     | Lokosphinx sub-23     | a 1 min 57 s    |
| 4        | Víctor Etxeberria | Naturgas Energía      | a 2 min 21 s    |
| 5        | Alexander Vdovin  | Lokosphinx sub-23     | a 3 min 37 s    |

### Clasificación por equipos
| Posición | Equipo                | Tiempo           |
| -------- | --------------------- | ---------------- |
|          | Selección de España   | 20 h 27 min 04 s |
| 2        | Lotto Belisol amateur | a 6 min 41 s     |
| 3        | Etixx-iHNed           | a 15 min 16 s    |
| 4        | Seguros Bilbao        | a 15 min 17 s    |
| 5        | Baqué-Campos          | a 15 min 59 s    |

### Clasificación de los españoles
| Posición | Ciclista        | Equipo              | Tiempo          |
| -------- | --------------- | ------------------- | --------------- |
| 1        | Haritz Orbe     | Selección de España | 6 h 47 min 20 s |
| 2        | Marcos Jurado   | Seguros Bilbao      | a 18 s          |
| 3        | Beñat Txoperena | Selección de España | a 1 min 54 s    |

### Clasificación de los madrileños
| Posición | Ciclista        | Equipo              | Tiempo          |
| -------- | --------------- | ------------------- | --------------- |
| 1        | Miguel Abellán  | Seguros Bilbao      | 6 h 59 min 30 s |
| 2        | Alberto Yunta   | Lizarte             | a 4 min 54 s    |
| 3        | Gonzalo Serrano | Supermercados Froiz | a 16 min 36 s   |